# Cantó de Fijac-Oest
El cantó de Fijac-Oest és un cantó francès del departament de l'Òlt, situat al districte de Fijac. Té 10 municipis i el cap és Fijac.

## Municipis
- Beduèr
- Cambolit
- Camburat
- Capdenac
- Faicelas
- Fonts
- Formanhac
- Lissac e Moret
- Planhòlas
- Fijac

## Història
| Data d'elecció                           | Identitat          | Partit        | Qualitat |
| ---------------------------------------- | ------------------ | ------------- | -------- |
| 1979-1992                                | Marcel Costes      | PS            |          |
| 1992-1998                                | Serge Juskiewenski | Divers droite |          |
| 1998-                                    | André Mellinger    | PS            |          |
| les dades anteriors no són pas conegudes |                    |               |          |
|                                          |                    |               |          |